# Paradise (Lied)
Paradise ist ein Song der britischen Alternative-Rock-Band Coldplay. Er wurde am 12. September 2011 als zweite Single aus ihrem fünften Studioalbum Mylo Xyloto veröffentlicht. Produziert wurde das Lied von Markus Dravs, Dan Green und Rik Simpson. Am 30. November 2011 wurde der Song für einen Grammy Award in der Kategorie Best Pop / Duo Group Performance nominiert.
Paradise erreichte am 1. Januar 2012 die Spitze der britischen Singlecharts und wurde so zum zweiten Nummer-eins-Hit von Coldplay in Großbritannien nach Viva la Vida.

## Musikvideo
Das Musikvideo entstand unter der Leitung von Mat Whitecross und spielte in England und Südafrika. Das Video handelt von einem afrikanischen Elefanten (gespielt von Frontmann Chris Martin), der aus einem englischen Zoo flüchtet, um in seine Heimat zurückzukehren. Er fährt mit einem Fahrrad und der London Underground bis zum Flughafen Heathrow. In einem Koffer versteckt, fliegt er in einem Flugzeug nach Südafrika. Dort kaufte er sich mit dem Geld, das er als Straßenmusiker verdient hat, ein Einrad und fährt damit weiter, bis er seine Bandmitglieder Guy Berryman, Johnny Buckland und Will Champion (alle ebenfalls im Elefantenkostüm) trifft. Im Video sieht man die Orte Kapstadt (Luftaufnahme) sowie die Straßen von Johannesburg und dem Johannesburger Stadtteil Braamfontein, wo die Nelson-Mandela-Brücke und eine Reihe von Bahnübergängen zu sehen sind. Am Schluss des Videos sieht man die Bandmitglieder, die Elefantenköpfe tragen, bei einem Konzert in Johannesburg im Soccer City. Nach dem Konzert kehrten sie wieder zurück in die Kalahari-Wüste Südafrikas.

## Rezeption
Für die Zeitschrift Rolling Stone ist das Lied ein „bombastischer Track mit Chor und Streichern“ und ein „solider Coldplay-Track“. Die Zeitschrift bemängelt, dass er „Freunde der ‚alten‘ Coldplay erneut enttäuschen“ werde und kritisiert den „aufgeblasenen Chor“, die „Streichersümpfe“ und die „wabernde Brian-Eno-Produktion“.
Auch Jens Bauszus von Focus Online spricht abwertend von einer „schwülstigen, mit Chorgesängen vollgestopften Single“.
Andreas Borcholte vom Nachrichtenmagazin Der Spiegel bezeichnet das Lied als „hymnischen R&B-Beat“.
Digital Spy bemerkt, dass die geloopten Hochglanz-Beats und schwirrenden Streicher („looping, hi-gloss beats and swooping strings“) an das Lied Apologize von Timbaland and Ryan Tedder erinnere, wohingegen das Chanting des Refrains und die schleppende „para-para paradise“ Hookline (“chant-along chorus and niggling ‘para-para paradise’ hook sounds”) reif für ein Sampling für eine bald erscheinende Single von Jay-Z wären („ripe for sampling on a not-too-distant Jay-Z single“).
CD-Bewertungen lobt, dass „das Lied einen gewissen Zauber“ entfalte und „eben nicht wie alle anderen Lieder“ des Albums Mylo Xyloto klinge.
laut.de lobt den Refrain des Liedes: „Para-Para-Paradise schreit geradezu nach ausverkauften und mitsingenden Stadien.“

## Kommerzieller Erfolg

### Chartplatzierungen
| ChartsChartplatzierungen       | Höchstplatzierung | Wochen |
| ------------------------------ | ----------------- | ------ |
| Deutschland (GfK)              | 12 (31 Wo.)       | 31     |
| Österreich (Ö3)                | 22 (25 Wo.)       | 25     |
| Schweiz (IFPI)                 | 4 (34 Wo.)        | 34     |
| Vereinigte Staaten (Billboard) | 15 (32 Wo.)       | 32     |
| Vereinigtes Königreich (OCC)   | 1 (63 Wo.)        | 63     |

| ChartsJahrescharts (2011)    | Platzierung |
| ---------------------------- | ----------- |
| Deutschland (GfK)            | 61          |
| Schweiz (IFPI)               | 34          |
| Vereinigtes Königreich (OCC) | 39          |

| ChartsJahrescharts (2012)      | Platzierung |
| ------------------------------ | ----------- |
| Schweiz (IFPI)                 | 65          |
| Vereinigte Staaten (Billboard) | 69          |
| Vereinigtes Königreich (OCC)   | 45          |

### Auszeichnungen für Musikverkäufe
| Land/Region                  | Auszeichnungen für Musikverkäufe (Land/Region, Auszeichnung, Verkäufe) | Verkäufe  |
| ---------------------------- | ---------------------------------------------------------------------- | --------- |
| Australien (ARIA)            | 6× Platin                                                              | 420.000   |
| Belgien (BRMA)               | Gold                                                                   | 15.000    |
| Brasilien (PMB)              | Platin                                                                 | 60.000    |
| Dänemark (IFPI)              | 2× Platin                                                              | 180.000   |
| Deutschland (BVMI)           | Platin                                                                 | 600.000   |
| Frankreich (SNEP)            | Gold                                                                   | 150.000   |
| Italien (FIMI)               | 3× Platin                                                              | 90.000    |
| Kanada (MC)                  | 3× Platin                                                              | 240.000   |
| Mexiko (AMPROFON)            | Platin                                                                 | 60.000    |
| Neuseeland (RMNZ)            | 5× Platin                                                              | 150.000   |
| Portugal (AFP)               | 2× Platin                                                              | 20.000    |
| Spanien (Promusicae)         | 2× Platin                                                              | 120.000   |
| Vereinigte Staaten (RIAA)    | 3× Platin                                                              | 3.000.000 |
| Vereinigtes Königreich (BPI) | 4× Platin                                                              | 2.400.000 |
| Insgesamt                    | 2× Gold · 33× Platin ·                                                 | 7.505.000 |

Hauptartikel: Coldplay/Auszeichnungen für Musikverkäufe